# Margaret Watkinsová

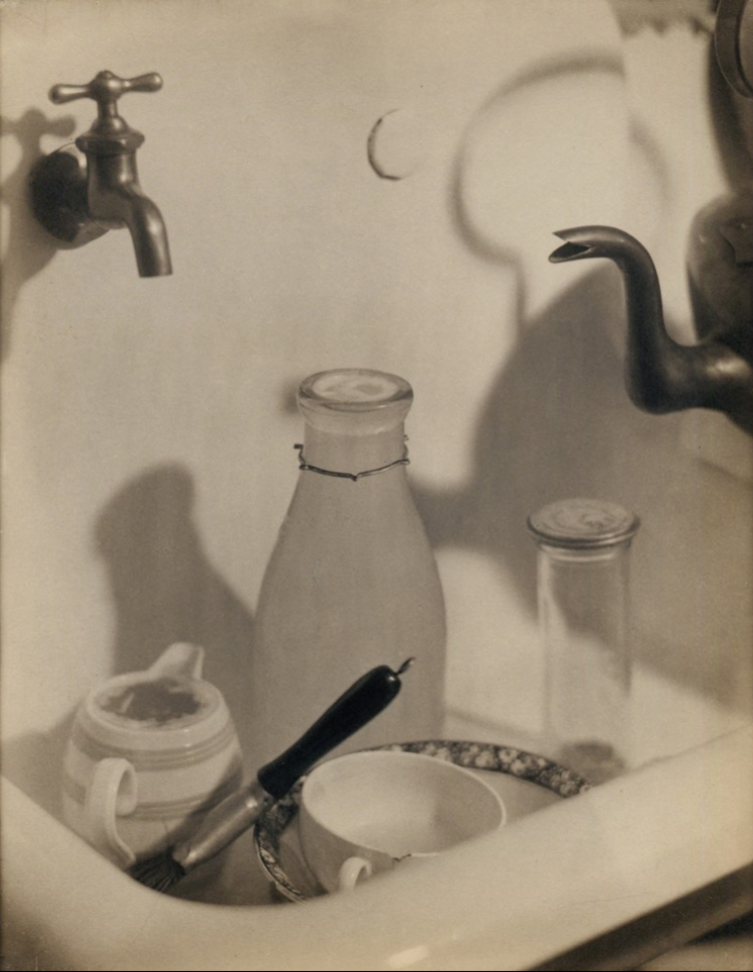
Margaret Watkins: Kuchyňský dřez, 1919

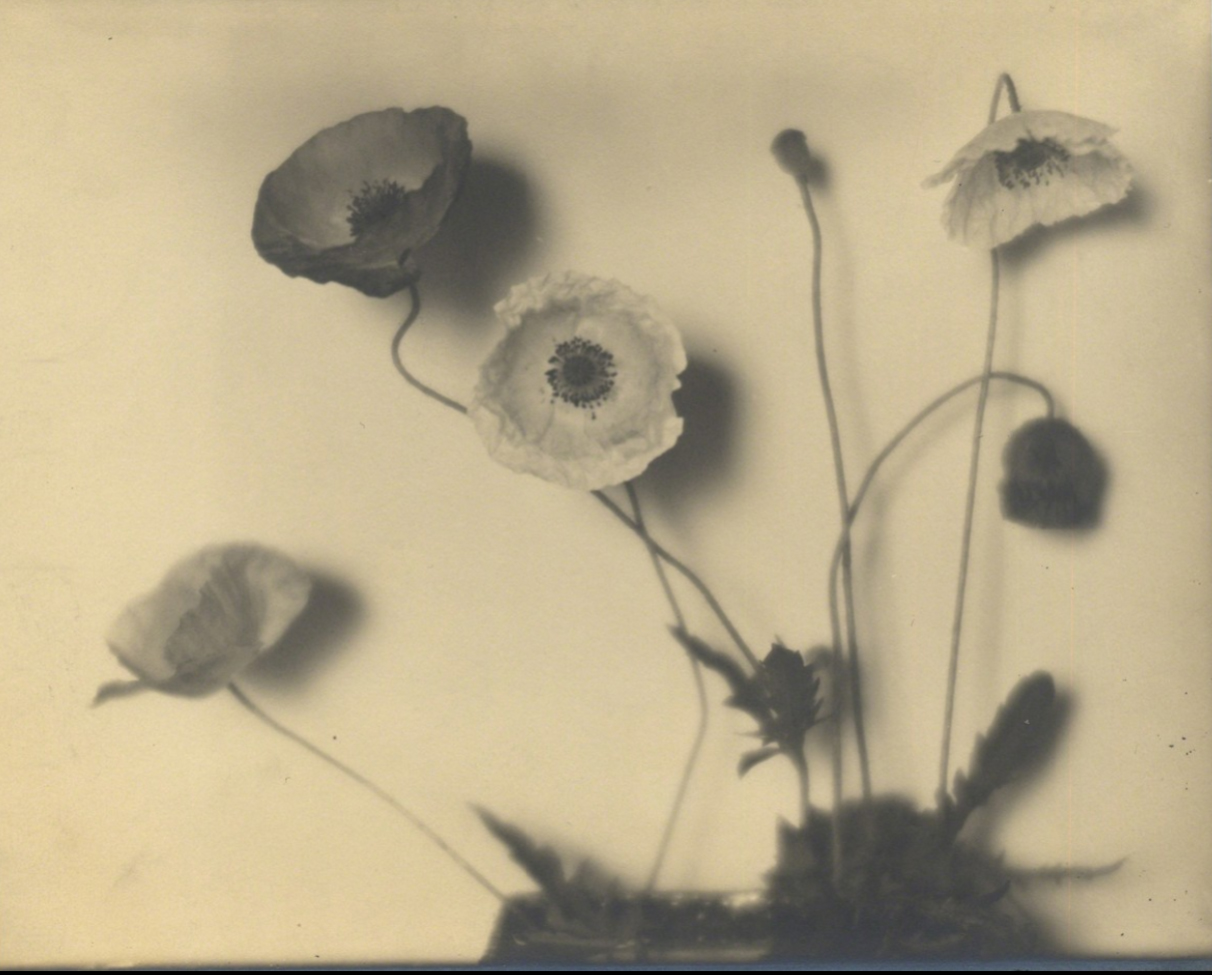
Margaret Watkins: Studie květin, asi 1920

Margaret Watkinsová (8. listopadu 1884, Hamilton (Ontario) – 1969, Glasgow) byla kanadská reklamní fotografka. Žila život rebelky, odmítala tradice a pěstovala individuální hrdinství; nikdy se nevdala, byla úspěšnou ženou podnikatelkou v době, kdy ženy obvykle zůstávaly doma, a otevřeně prezentovala erotiku a feminismus ve svém umění a psaní.

## Mládí
Narodila se v Hamiltonu v Ontariu 8. listopadu 1884 jako dcera ontarijského obchodníka a jeho skotské manželky. Měla dobrý cit pro design a řemeslné práce, ve svých patnácti letech prodávala vlastní řemeslné výrobky v obchodním domě svého otce. Hrála také na klavír a zpívala v pěveckém sboru Centenary Methodist Church. V roce 1908 opustila domov a začala pracovat v utopických venkovských komunitách Roycroft Arts and Crafts community a Sidney Lanier Camp. Tam se také začala učit fotografii. V roce 1913 se přestěhovala do Bostonu, kde pracovala jako asistentka v komerčním fotografickém studiu. Kromě své fotografické práce psala poezii a zpívala Mendelssohnovy a Wagnerovy písně s Izraelským chrámovým sborem. Později začala pracovat pro fotografku Alici Boughtonovou v New Yorku a začala studovat u Clarence H. Whitea v jeho školách v New Yorku a Maine.
Otevřela si ateliér v Greenwich village v New Yorku a v letech 1916-1928, když vyučovala na Whiteově letní škole, byli jejími studenty i budoucí významní fotografové, jako například Dorothea Langeová, Margaret Bourke-Whiteová, Anne Brigmanová, Stella F. Simonová, Paul Outerbridge, Anton Bruehl, Laura Gilpin, Ralph Steiner, Doris Ulmannová nebo Karl Struss. Whiteova škola byla velmi úspěšná.

## Kariéra
Watkinsová si otevřela studio v Greenwich Village v New Yorku a v roce 1920 se stala editorkou každoroční publikace Pictorial Photography in America. Úspěšně pracovala jako reklamní fotografka pro společnosti Macy's, J. Walter Thompson Company nebo Fairfax Media a stala se jednou z prvních fotografek, které přispívaly do reklamních agentur. Produkovala také krajiny, portréty, akty a zátiší.
Stala se jednou z prvních uměleckých reklamních fotografek, jejíž obrazy každodenních předmětů stanovily nové standardy přijatelnosti. Od roku 1928, když žila ve skotském Glasgow, jezdila fotografovat pouliční výjevy do Ruska, Německa a Francie, specializovala se na fronty domů a výlohy.
Watkinsová umřela v Glasgow ve Skotsku v roce 1969, jako zapomenutá fotografka.

## Dědictví
Podle Queen's Quarterly byl její život inspirací pro svobodné ženy, které jsou naplňovány vlastní kariérou, spíše než tradiční genderové role žen, které naplňuje manželství a výchova dětí.
Než zemřela, předala Watkinsová svému sousedovi a vykonavateli poslední vůle Josephovi Mulhollandovi zapečetěnou krabici všech svých prací. Dala mu přísné pokyny, aby krabici neotevřel, dokud nezemře. Následkem toho se konalo několik samostatných výstav v Británii a Severní Americe. Když v listopadu 1969 zemřela, odkázala většinu svého majetku na hudební charitu.
V říjnu 2012 byla v Národní galerii Kanady otevřena retrospektivní výstava díla Margaret Watkinsové Domestic Symphonies Tato výstava představila 95 fotografií z let 1914–1939. Z těchto fotografií byly portréty a krajiny, moderní zátiší, pouliční scény, reklamní práce a komerční návrhy. Hudba byla pro Watkins životně důležitou inspirací a to je vidět právě z názvu této výstavy.
Poštovní známka s její fotografií The Kitchen Sink (Kuchyňský dřez) byla vydána 22. března 2013 společností Canada Post jako součást kanadského fotografického seriálu. Je na ní nalezené zátiší dřezu s nádobím.